# 罗若遐
罗若遐（1907年—1988年），中国人民解放军将领、中国人民解放军开国少将。
曾任中国人民解放军军事学院通信兵教授会主任。1955年，授予中国人民解放军少将。